# 罗汉街道
罗汉镇，是中华人民共和国四川省泸州市龙马潭区下辖的一个乡镇级行政单位。

## 行政区划
罗汉镇下辖以下地区：
罗汉场社区、临港社区、群丰村、上庄村、丘坪村、建设村和石梁村。